# Stahlhelm

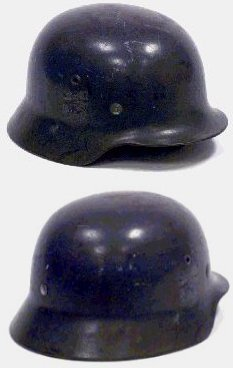
Un Stahlhelm de la Segunda Guerra Mundial.

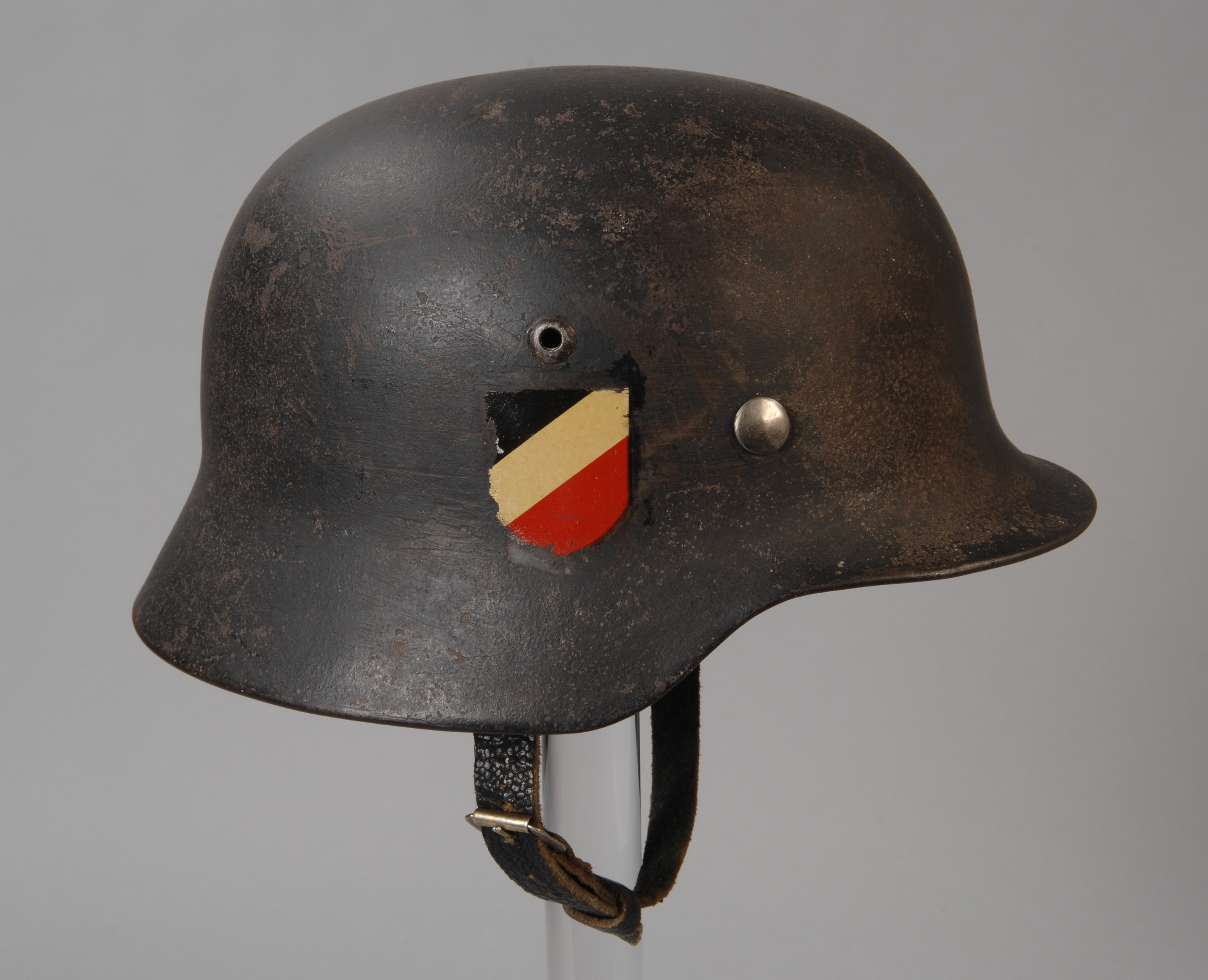
Stahlhelm usado por el ejército alemán

El Stahlhelm (en alemán, «casco de acero»; Stahlhelme en plural) fue un casco de combate de acero introducido por el Ejército Imperial Alemán en 1916 durante la Primera Guerra Mundial para reemplazar al tradicional Pickelhaube de cuero endurecido, que no ofrecía una protección adecuada en la guerra de trincheras. La palabra stahlhelm se refiere tanto a un casco de acero genérico, como más específicamente al diseño alemán. 
El Stahlhelm, con su característica forma de cubo de carbón, fue un icono rápidamente reconocible para ilustraciones militares y se volvió un elemento común de la propaganda militar de ambos bandos, tal como el pickelhaube lo fue antes.
Su nombre también fue empleado por la Stahlhelm, Bund der Frontsoldaten, una organización paramilitar nacionalista fundada a fines de 1918.

## Trasfondo

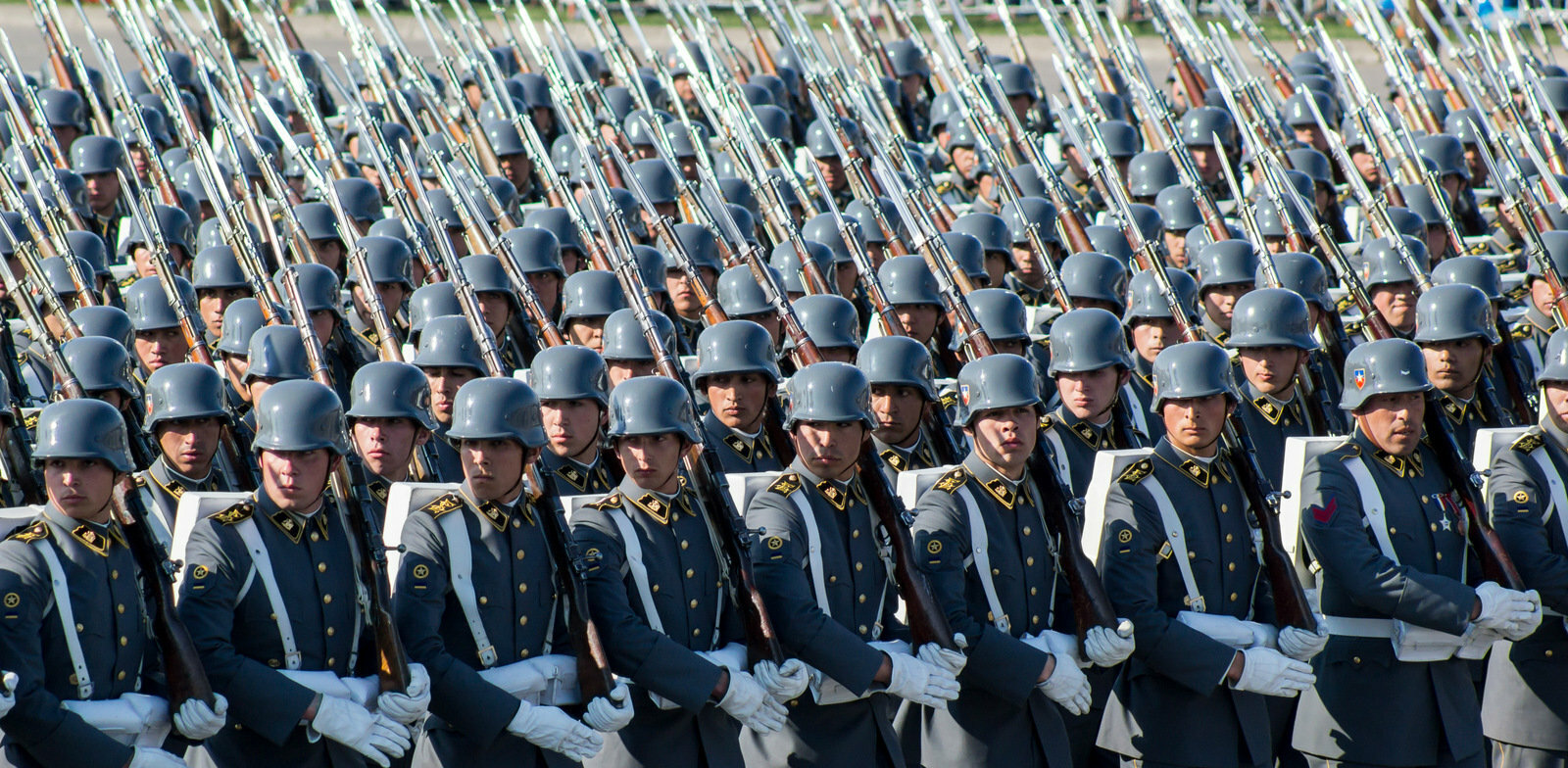
Escuela de suboficiales del Ejército de Chile utilizando el casco Stahlhelm.

Al inicio de la Primera Guerra Mundial, ninguno de los combatientes iba equipado con algún tipo de protección para la cabeza, excepto gorras de tela y cuero, diseñadas para proteger contra cortes de sable. Cuando empezó la guerra de trincheras, el número de bajas en ambos bandos debido a graves heridas en la cabeza (frecuentemente producidas por shrapnel más que por disparos de armas ligeras) se incrementó dramáticamente. Los franceses fueron los primeros en observar la necesidad de mayor protección, empezando a suministrar a fines de 1915 cascos Adrian a sus soldados. Las tropas británicas y de la Mancomunidad de Naciones siguieron su ejemplo con el Casco Brodie, que posteriormente también fue empleado por tropas estadounidenses, al igual que los alemanes con el Stahlhelm.
Mientras el Ejército Imperial Alemán dudaba sobre desarrollar una protección eficaz para la cabeza, algunas unidades diseñaron cascos provisorios en 1915. El Destacamento "Gaede", estacionado en el área rocosa de los Vosgos, registró más heridas en la cabeza causadas por fragmentos de piedra y metralla que otras unidades estacionadas en distintos sectores del frente. La maestranza de artillería del destacamento creó un casco que consistía en una gorra de cuero con una plancha de acero de 6 mm de espesor. La plancha no solamente protegía la frente, sino también los ojos y la nariz.

## Origen

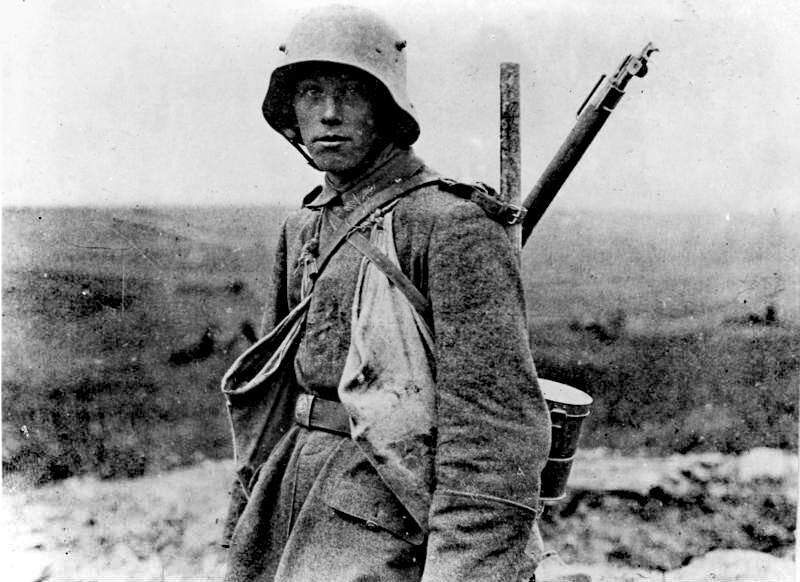
Soldado alemán de la Primera Guerra Mundial en el Frente Occidental, usando el Stahlhelm.

El diseño del Stahlhelm fue llevado a cabo por el Dr. Friedrich Schwerd del Instituto Técnico de Hanover. A inicios de 1915, Schwerd había llevado a cabo un estudio sobre las heridas en la cabeza producidas durante la guerra de trincheras, enviando una recomendación para el uso de cascos de acero, gracias a la cual fue trasladado a Berlín. Schwerd tomó la tarea de diseñar y producir un casco adecuado, principalmente basado en la celada del siglo XV, que ofrecía una buena protección para la cabeza y el cuello.
Tras un largo labor de desarrollo, que incluyó la prueba de diversos cascos alemanes y Aliados, los primeros "Stahlhelm" fueron probados en noviembre de 1915 en el Terreno de Pruebas de Kummersdorf, siendo probados en combate por el 1.er Batallón de Asalto. Se ordenaron 30.000 unidades, pero no se aprobó el suministro general hasta el 1 de enero de 1916, por lo que se le suele llamar "Modelo 1916". En febrero de 1916 fue distribuido a las tropas que participaron en la batalla de Verdún, tras lo cual la incidencia de graves heridas en la cabeza se redujo drásticamente.
En contraste con el acero Hadfield empleado en el Casco Brodie británico, los alemanes utilizaban un acero al silicio-níquel más duro obtenido mediante transformación martensítica. En consecuencia, y también debido a su forma, el "Stahlhelm" debía moldearse en matrices calentadas y era más costoso de producir que el casco británico, que se podía estampar de una plancha de acero.

## Modelos
Los diferentes modelos del Stahlhelm son llamados por su año de introducción. Por ejemplo, el Modell 1942 fue introducido en 1942 y es usualmente conocido como M1942 o simplemente M42. Aquí, serán mencionados por sus nombres M19XX.

### M1916 y M1917

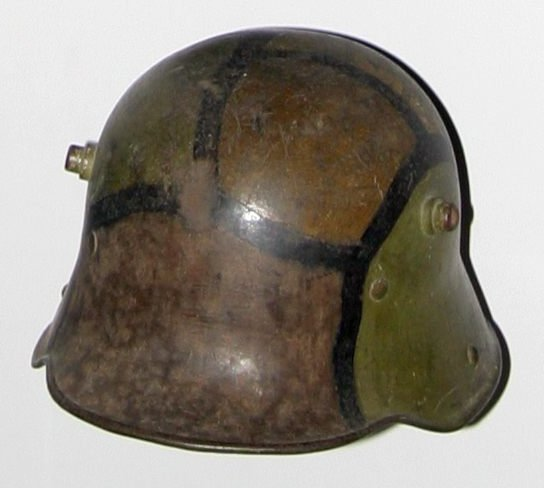
Stahlhelm M1916 con esquema de camuflaje de 1918 pintado en el campo. (Musée de l'Armée)

El Stahlhelm entró en servicio durante la batalla de Verdún a inicios de 1916.
El M1916 tenía dos resaltes de ventilación montados lateralmente, que estaban pensados como soportes para un protector frontal de acero adicional o Stirnpanzer, que solamente fue empleada en forma limitada por francotiradores y equipos de asalto porque era muy pesada para uso general.
El casco venía en distintas tallas, desde 60 a 68, reportándose algunos talla 70. La suspensión, o forro, consistía en una vincha con tres bolsillos de cuero segmentados, cada uno conteniendo materiales de relleno, así como cuerdas de tela o cuero que podían ajustarse para ofrecer un porte confortable. El barboquejo de cuero de una sola pieza iba acoplado al casco mediante los resaltes M1891, los mismos empleados en el Pickelhaube.
El diseño del M1916 ofrecía una excelente protección. El Teniente de Reserva Walter Schulze de la 8.ª Compañía del Regimiento 76 de Infantería de Reserva describió su experiencia de combate con el casco en la Batalla del Somme, el 29 de julio de 1916:

...de repente, con un gran y sonoro golpe, fui impactado en la frente y lanzado al suelo de la trinchera... una bala de shrapnel había golpeado violentamente mi casco, sin perforarlo, pero con fuerza suficiente para abollarlo. Si hubiera usado, como era habitual unos días antes, una gorra, entonces el Regimiento hubiese tenido una baja más.

Pero el casco también tenía sus defectos. Los resaltes de ventilación solían dejar pasar el aire frío durante el invierno, por lo que el usuario debía obturarlos con tela o barro. El gran faldón acampanado solía dificultar la audición de los soldados, distorsionando los sonidos circundantes y creando un eco cuando el usuario hablaba.
Originalmente pintado de color Feldgrau (gris verdoso), el Stahlhelm era frecuentemente camuflado en el frente por los soldados con barro, follaje, cubiertas de tela y pintura. Cubiertas de tela oficiales en blanco y gris aparecieron a fines de 1916 e inicios de 1917. El camuflaje pintado no fue oficialmente introducido hasta julio de 1918, cuando la Orden del Ejército Alemán Nro. 91 366, firmada por el General Erich Ludendorff el 7 de julio de 1918, describía los estándares oficiales para el camuflaje del casco. La orden estipulaba que los cascos debían pintarse en varios colores, separados por una línea negra del ancho de un dedo. Los colores debían corresponder a la estación, como por ejemplo verde, marrón y ocre en verano.
Luego que la efectividad del M1916 fuese validada durante las campañas de 1916, se le hicieron crecientes mejoras. La versión M1917 tuvo mejoras en el forro, pero era idéntica al diseño original.

### M1918

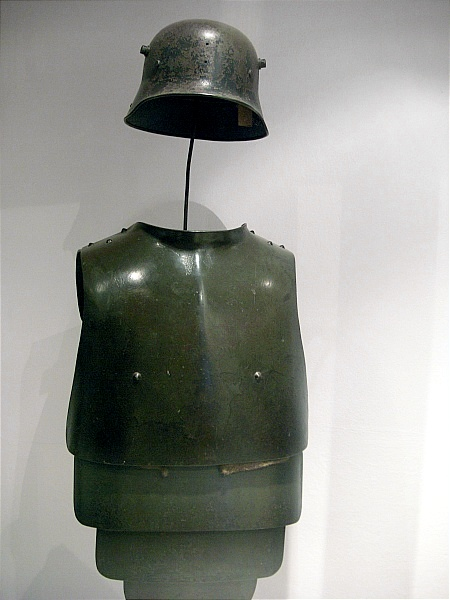
Stahlhelm de la Primera Guerra Mundial y chaleco antishrapnel.

Se le hicieron extensos rediseños al M1918. Se introdujo un nuevo barboquejo de dos piezas, que estaba acoplado directamente al forro en lugar del casco. Algunos ejemplares del M1918 tienen perforaciones en la pestaña a lo largo de los lados del casco. Erróneamente se ha dicho que estas perforaciones eran para poder emplear auriculares mientas se llevaba puesto el casco. En realidad, estas perforaciones se hicieron para mejorar la audición y reducir el eco creado por el gran faldón acampanado.
El Stahlhelm M1918 puede distinguirse del M1916, gracias a que al M1918 le falta el remache para el barboquejo en la parte inferior del faldón del casco que se encuentra en los primeros modelos.

### Variantes de las Potencias Centrales

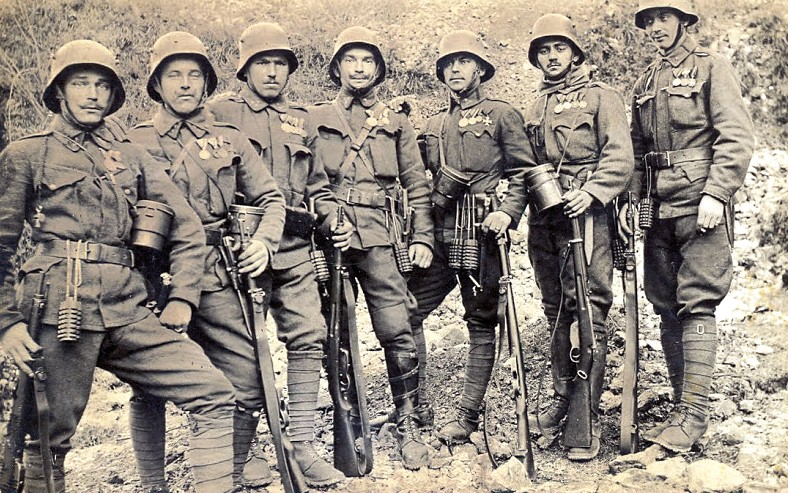
Soldados austrohúngaros con stahlhelm en el Frente del Isonzo.

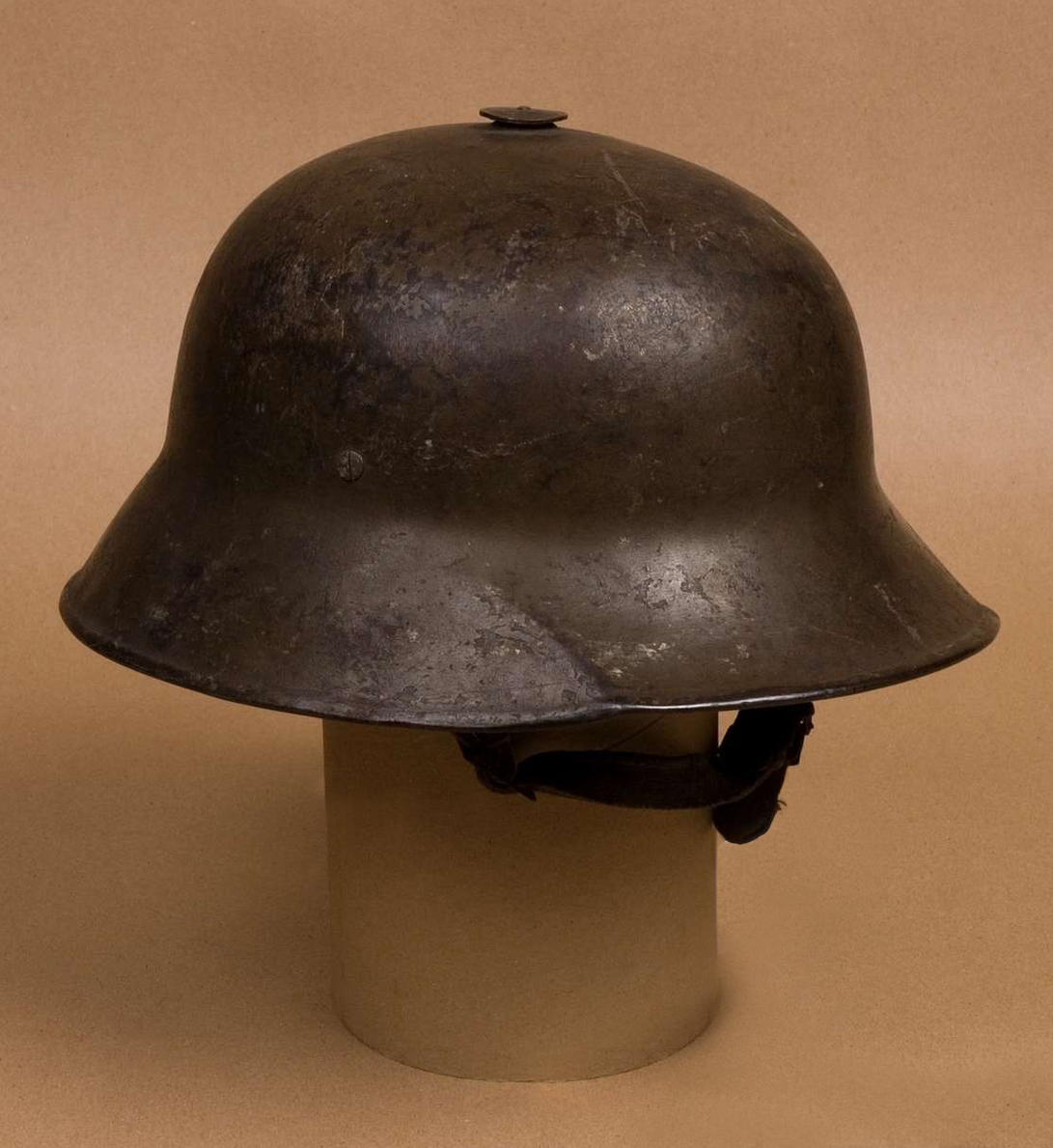
La variante austriaca Berndorfer.

El Imperio austrohúngaro compró unos 416.000 cascos alemanes desde noviembre de 1916 y hasta el final de la guerra, además de iniciar su producción bajo licencia en mayo de 1917. Hasta el final de la guerra se suministraron alrededor de un millón de stahlhelme de todas las variantes.

#### Casco M17 austriaco
El casco austriaco M17 era similar al casco alemán M1916, pero estaba pintado de color marrón dorado (conocido como Isonzo-braun) y tenía un barboquejo de tela, remachado en la parte alta del casco. Desde mayo de 1917 hasta el final de la Primera Guerra Mundial, se produjeron 534.013 cascos, muchos de estos en la fábrica Krupp de Berndorf.
Otras fábricas que también lo produjeron incluyen:
- Fábrica Adolf Westen en Celje, hoy Eslovenia
- Brunn am Gebirge, hoy Austria
- C. A. Scholtz Mateocz, hoy Eslovaquia
- Bruder Lapp, Rottenman u. Warcholowsky
- Nădrag, hoy Rumania
- Reșița, hoy Rumania
- Gebruder Böhler & Co. en Kapfenberg, hoy Austria.[12]

#### Casco M18 húngaro
El casco húngaro M18 era similar al M17 austriaco, pero el remache de sujeción del barboquejo era más pequeño y estaba situado más arriba que en el casco austriaco. También estaba pintado de color marrón dorado (Isonzo-braun). Estos cascos fueron fabricados en la fábrica Krupp de Berndorf.

#### Variante Berndorfer
La Berndorfer fue una variante muy diferente, desarrollada localmente. Desde mayo hasta noviembre de 1917 se produjeron 139.968 unidades en la fábrica Krupp de Berndorf.

#### Casco M1918 otomano
Alemania suministró al Imperio otomano 5.400 unidades sin visera del casco M1918. Los alemanes creyeron que la falta de la visera se debía a razones religiosas, afirmándose que era para que los soldados turcos puedan tocar con sus frentes el suelo durante las oraciones sin tener que quitarse sus cascos. Sin embargo, esta historia es cuestionable. Los turcos rechazaron los 5.400 cascos suministrados y una cantidad desconocida de éstos fueron suministrados a las Fuerzas Armadas alemanas, así como empleados por las unidades paramilitares Freikorps después de la guerra.

### M1933

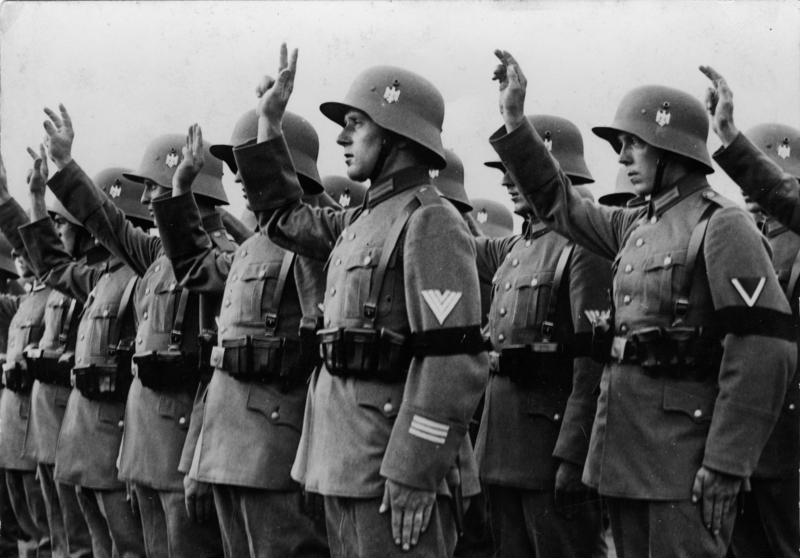
Soldados del Reichswehr usando el Stahlhelm.

En 1932 el Alto Mando del Ejército ordenó la prueba de un nuevo prototipo de casco, que iba a reemplazar los viejos modelos. Estaba totalmente hecho de un plástico compuesto llamado Vulkanfiber. El casco M1933 de Vulkanfiber conservaba la forma básica de los cascos anteriores, pero era mucho más ligero. Se produjo en forma limitada luego de pruebas de campo favorables a inicios de 1933, suministrándose pequeñas cantidades a unidades de Infantería, Artillería y Comunicaciones del Reichswehr. Fue retirado de servicio tras la introducción del casco M1935 y la mayor parte del lote sobrante fue resuministrada a organizaciones civiles, tales como brigadas de bomberos y fuerzas policiales. Algunos ejemplares fueron conservados para su empleo en desfiles por oficiales retirados, a los que generalmente no se les suministró el Stahlhelm.

### M1935

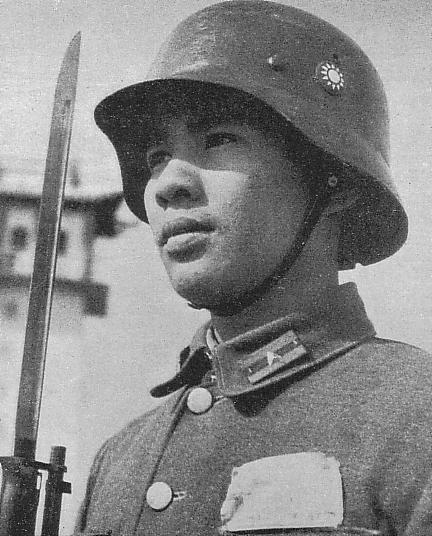
Soldado del Ejército del Gobierno nacionalista de Nankín en China, con un casco M1935.

En 1935 se empezó a probar un Stahlhelm mejorado, cuyo diseño era un desarrollo de los modelos de la Primera Guerra Mundial. Una acería de Thale llevó a cabo el diseño y la prueba del prototipo, siendo apoyada nuevamente por el Dr. Friedrich Schwerd.
El nuevo casco era estampado a partir de planchas de acero al molibdeno en varias etapas. Se redujo el tamaño de la visera y el faldón acampanado, eliminándose los grandes resaltes de ventilación que hacían la función de soporte para el obsoleto protector frontal adicional. Se conservaron los agujeros de ventilación, pero fueron cubiertos con pequeños remaches huecos montados en el cuerpo del casco. Los bordes de este fueron plegados hacia adentro, creando un suave borde a lo largo del casco. Finalmente, se incorporó una suspensión o forro totalmente nueva, que mejoró sustancialmente la seguridad, ajustabilidad y confort del casco para cada usuario. Estas mejoras hicieron al nuevo casco M1935 más ligero, compacto y confortable de usar que los diseños anteriores.
El Comando Supremo del Ejército oficialmente aceptó el nuevo casco el 25 de junio de 1935, planeando reemplazar a todos los otros cascos en servicio.
Se fabricaron más de 1 millón de cascos M1935 en los dos primeros años después de su introducción, produciéndose millones más hasta 1940, cuando el diseño básico y los métodos de producción fueron cambiados.

#### Versión de Defensa Civil

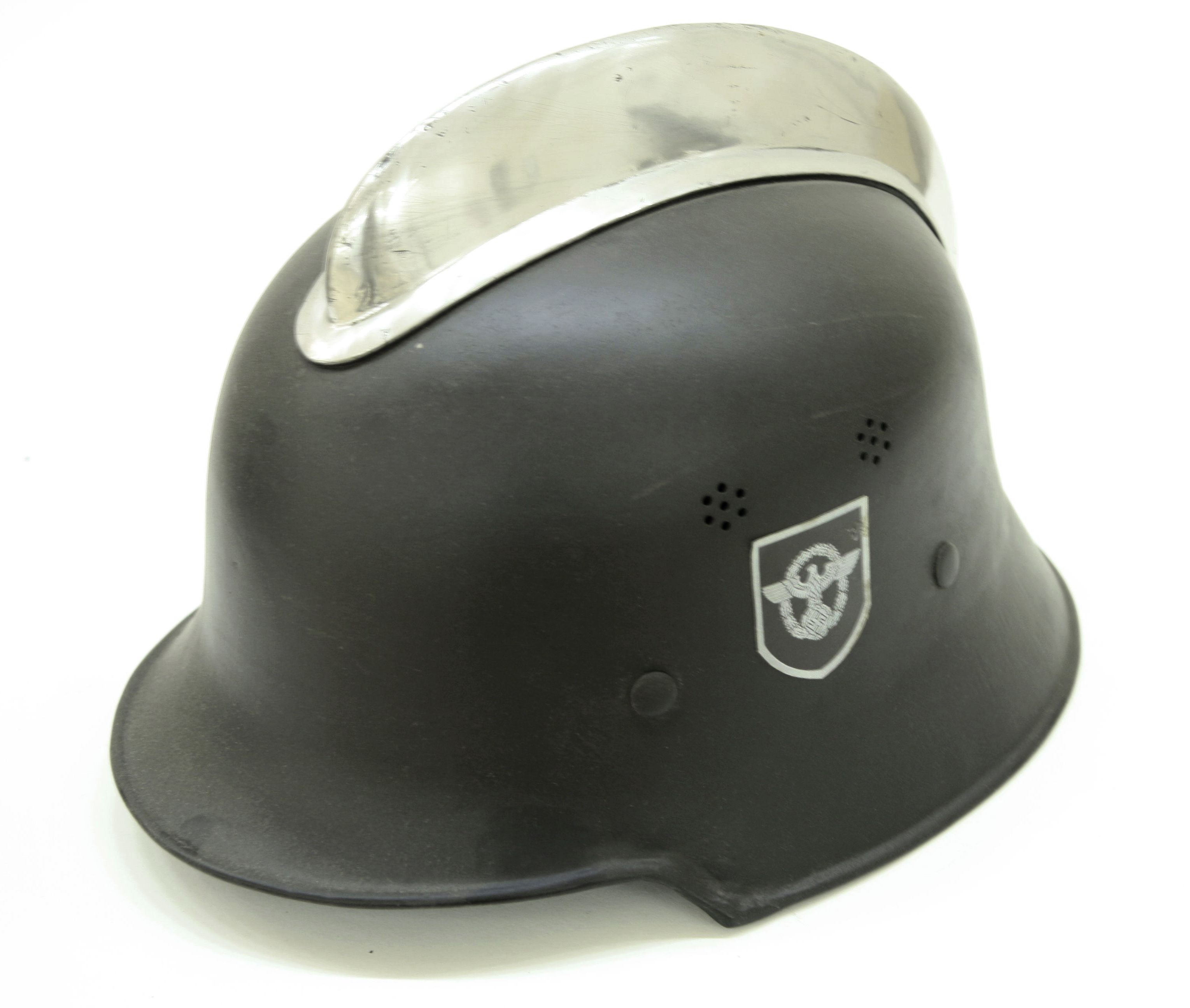
Casco M1933 empleado por miembros de la Feuerpolizei en la Alemania nazi. Foto de Karl Gruber.

En 1938, los alemanes desarrollaron una variante del Stahlhelm con una visera acampanada más ancha y agujeros de ventilación, originalmente destinado para bomberos, defensa civil y personal del Reichsarbeitsdienst y la Reichsluftschutzbund. Conocido como modelo gladiador, el casco comprado por la Reichsluftschutzbund originalmente estaba hecho de tres planchas de acero estampadas y usualmente era pintado de color negro o azul marino. Hacia el final de la guerra, estos cascos fueron suministrados a los miembros del Volkssturm y a veces eran repintados de color verde oscuro. Para 1944, los cascos eran hechos a partir de una sola plancha de acero estampada y el forro de tela original fue reemplazado con vinilo para reducir costos. Dada la relativamente pequeña cantidad producida, los cascos originales de la Segunda Guerra Mundial son bastante escasos. Sin embargo, una versión modificada de posguerra pintada de colores verde, blanco o amarillo fosforescentes continuó siendo suministrada a los rescatistas en Alemania Occidental hasta inicios de la década de 1990.

### M1940
El diseño del M1935 fue ligeramente modificado en 1940 para simplificar su construcción, al incorporar el proceso de fabricación más métodos automatizados de estampado. El principal cambio fue estampar los montajes de los agujeros de ventilación directamente en el cuerpo del casco, en lugar de emplear remaches huecos. En otros aspectos, el casco M1940 era idéntico al M1935. Los alemanes todavía llamaban al M1940 como M1935, mientras que las denominaciones M1940 y M1942 fueron obra de coleccionistas.

#### VersiónFallschirmjäger

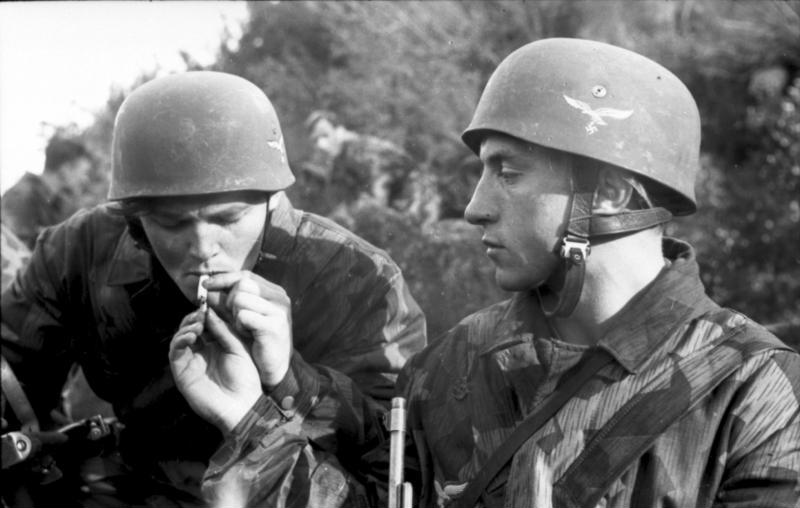
Dos Fallschirmjäger en 1943/1944.

Una variante del casco M1935 con un cuerpo sin visera y borde acampanado fue suministrado a las unidades de Fallschirmjäger. Fue diseñado de tal forma para reducir el riesgo de heridas a la cabeza luego de un salto en paracaídas, además de la resistencia al viento y los consecuentes traumatismos del cuello. Los primeros cascos de Fallschirmjäger fueron fabricados a partir de cascos M1935 a los cuales se les retiraba las prominencias indeseables, que fueron omitidas cuando el nuevo diseño entró en producción. El cuerpo modificado también incorporaba un forro y barboquejo totalmente diferentes y más sustanciales, diseñados para ofrecer más protección a las tropas aerotransportadas alemanas. El barboquejo tenía un sistema de retención de cuatro puntos, que nuevamente es empleado en modernos cascos de combate tales como el MICH desde fines de la década de 1990.

### M1942
El diseño del M1942 fue consecuencia de las necesidades de la guerra. El borde plegado en su cuerpo fue eliminado, creando un borde sin acabar a lo largo de éste. El borde sobresalía ligeramente hacia afuera, a lo largo de la base del faldón. La eliminación del borde plegado agilizó el proceso de fabricación y redujo la cantidad de metal empleada en cada casco. Hacia el final de la guerra los cascos eran pintados en diferentes tonos mate de gris y verde, mientras que las calcomanías fueron gradualmente eliminadas para agilizar la producción y reducir la visibilidad del casco en combate. Además se observaron grandes fallas de fabricación en los cascos M1942 hechos a finales de la guerra.

### M1944

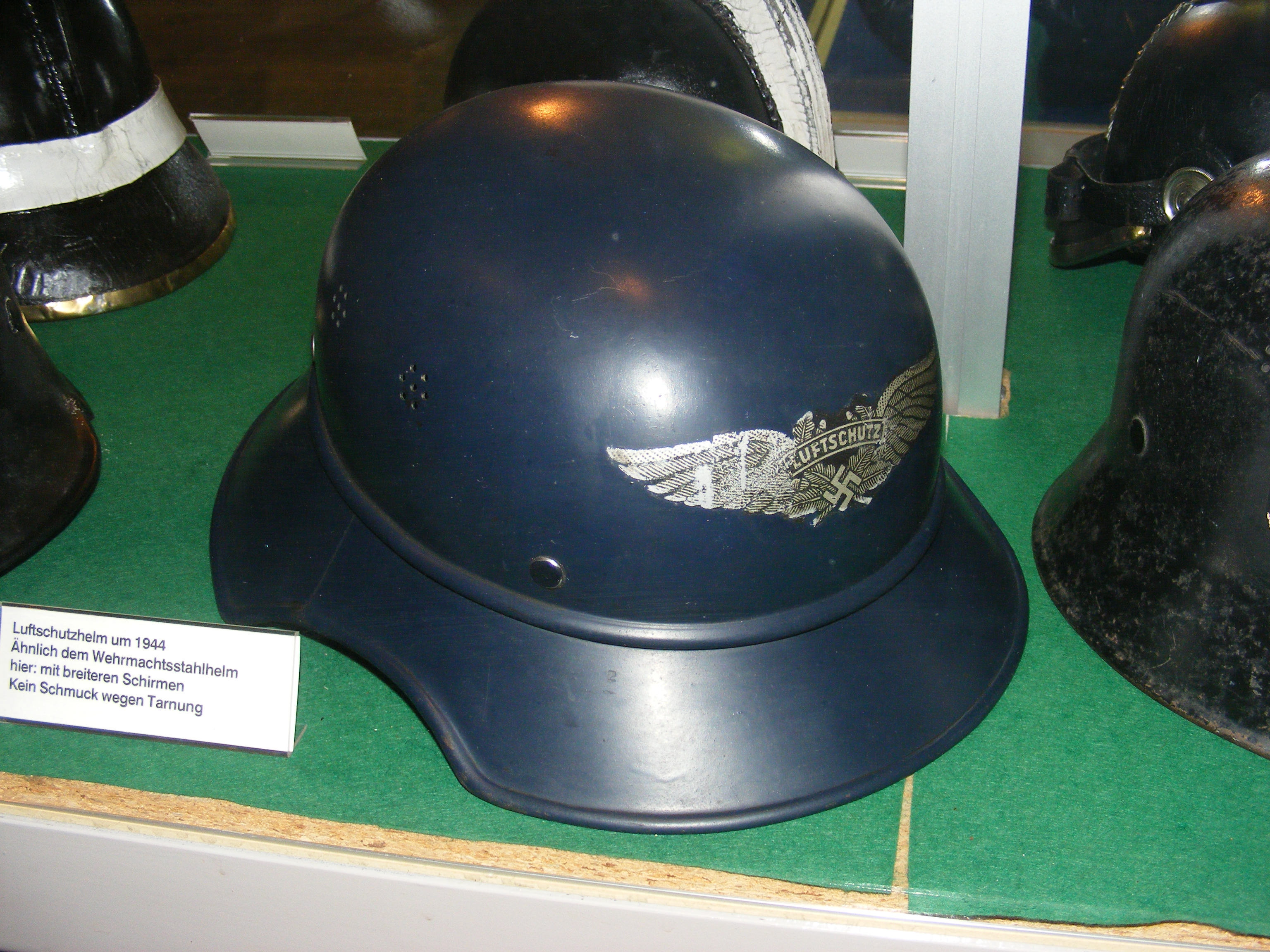
Casco M1944 de la Luftschutz.

Una variante más sencilla, diseñada en 1944 por la Oficina de Armamento del Ejército, también era estampada a partir de una plancha de metal, pero con lados inclinados. Era parecido al casco Mk III británico. Supuestamente, Adolf Hitler lo rechazó por ser "demasiado extranjero".

### M1945
Hubo reportes sobre una variante fabricada en los últimos meses de guerra. Se reportó que el M1945 era similar al M1942, pero no tenía agujeros de ventilación. Estos cascos son sumamente escasos. Varios coleccionistas e historiadores opinan que el casco M1945 es tanto un M1942 estándar sin agujeros debido a fallas de la maquinaria en la fábrica, o cascos M1942 sin acabar que fueron terminados en el periodo de posguerra.

### M1954
Es una variante del M1944 con un sistema de suspensión modificado, a partir de la cual se desarrolló el M1956.

### M1956

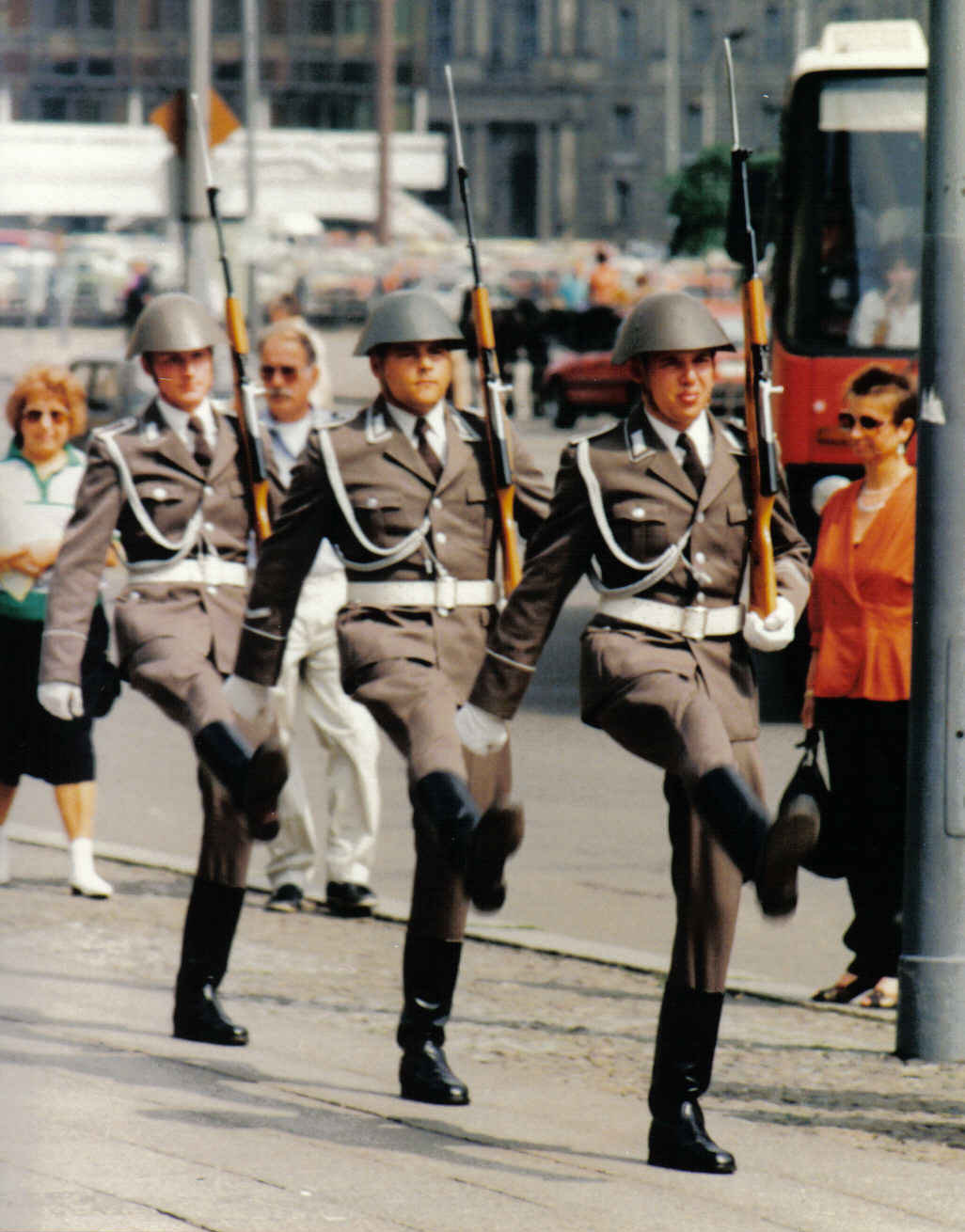
El Stahlhelm M1956 germano-oriental.

El casco germano-oriental M-56 fue originalmente diseñado en 1942 como un reemplazo para los cascos M1935 y M1940. Fue diseñado por la Oficina de Armamento del Ejército (véase M1944 arriba). El nuevo casco fue probado en 1943, pero no fue adoptado durante la Segunda Guerra Mundial.
El casco quedó almacenado hasta que hubo la necesidad de dotar a la Volkspolizei y al Ejército Popular Nacional con un nuevo casco. La reintroducción del Stahlhelm tradicional habría causado conflictos con los aliados del Pacto de Varsovia (especialmente Checoslovaquia, Polonia y la Unión Soviética), por lo cual el gobierno de la República Democrática Alemana estaba motivado en gran parte por el deseo de evitar conflictos con estos. Además, se había observado que las unidades de guardias fronterizos de Alemania Occidental continuaban empleando Stahlhelm sobrantes y se sospechaba que este casco sería reintroducido en servicio con el Bundeswehr en cualquier momento, por lo cual se necesitaba un casco que fuese fácilmente distinguible del casco empleado por el potencial enemigo. Por ambas razones se eligió el modelo de 1942, porque era el diseño alemán más parecido al de los cascos soviéticos empleados durante la Segunda Guerra Mundial, en particular al icónico SSh-40. Tal diseño no solamente servía a un fin político, sino que era uno que los ejércitos de la OTAN probablemente no imitarían. Ciertamente, el M-56 era bastante parecido al SSh-40 y algunos observadores occidentales no se dieron cuenta de su origen alemán, asumiendo que Alemania Oriental adoptó un diseño soviético.
El casco M-56 tiene tres versiones básicas: Mod 1 o I/56, Mod 2 o I/57 y Mod 3 o I/71. Fue ampliamente vendido (o regalado) a ejércitos del Tercer Mundo.
El casco germano-occidental M-56 Stahlhelm era una copia directa del casco estadounidense M1. Era llamado zweiteiliger Stahlhelm (casco de acero de dos piezas, en alemán). En 1958, el casco fue producido en una sola pieza y rebautizado Stahlhelm M1A1. El M1A1 venía en tres tallas: 66, 68 y 71. Este casco fue empleado hasta 1981, cuando entró en servicio una versión modificada que fue llamada Helm1A1. Las modificaciones incluían un barboquejo con tres puntos de sujeción, con el tercer punto conectándose en la nuca, tallas más grandes y un forro ajustable.
El M1A1 Stahlhelm quedó en servicio hasta 1992, cuando la Bundeswehr lo reemplazó con un casco derivado del PASGT y llamado Gefechtshelm (Casco de combate, en alemán).

## Calcomanías e insignias

Calcomanías de los cascos del Ejército del Tercer Reich.

La insignia de los Nacionalistas chinos.

Luego que los cuerpos de los Stahlhelm eran pintados, según los colores de la organización, usualmente se aplicaban pequeñas insignias o calcomanías de identificación a uno o ambos lados del casco. Casi cada organización militar, naval o política tenía sus propias insignias características, que eran aplicadas en calcomanías a los lados de los cascos. Los primeros cascos M1935 llevaban en su lado derecho el escudo tricolor con rayas negras, blancas y rojas, los tradicionales colores nacionales del Imperio alemán (los colores negro, rojo y oro de la actual bandera alemana se remontan a la Revolución de 1848). El lado izquierdo usualmente llevaba la calcomanía de la insignia de la rama de las Fuerzas Armadas, o Wehrmacht, o de alguna organización del Partido nazi.
El Wehrmacht estaba formado por el Heer (Ejército), la Kriegsmarine (Armada) y la Luftwaffe (Fuerza Aérea). Aunque técnicamente no era parte de la Wehrmacht, el Waffen-SS (brazo armado del Schutzstaffel) operó tácticamente como tal y era considerado parte de las Fuerzas Armadas alemanas durante la guerra. Lo mismo sucedió con algunas unidades del Sturmabteilung (SA), junto a otras organizaciones subsidiarias, que funcionaron como parte de las Fuerzas Armadas especialmente hacia el final de la guerra. Las ramas de la Wehrmacht usualmente mostraban sus emblemas distintivos como calcomanías en sus cascos. El Ejército (Heer) tenía un escudo negro con un águila alemana de color plata sosteniendo una esvástica en sus garras (conocida como Reichsadler), vista de frente. La Armada empleaba el mismo emblema, pero de color oro. Las calcomanías de la Luftwaffe mostraban de perfil a un águila volando, también con una esvástica en sus garras. El Schutzstaffel (SS) era una organización tanto paramilitar como política, llevaba sus iniciales rúnicas de color negro sobre un escudo de color plata (normalmente aplicado en el lado derecho del casco) que se parecían a dos rayos. Otras organizaciones militares, políticas, civiles o de defensa emplearon calcomanías con insignias para distinguir sus cascos. Estos visibles medios de identificación fueron gradualmente abandonados con el avance de la guerra, sin embargo, hacia el final de la guerra se eliminaron la mayoría de insignias de los cascos para reducir la visibilidad del usuario en combate.
Los cascos M1935 de los soldados del Ejército Nacionalista chino llevaban el Emblema Nacional de la República de China estampado en ambos lados.

## El Stahlhelm en otros países

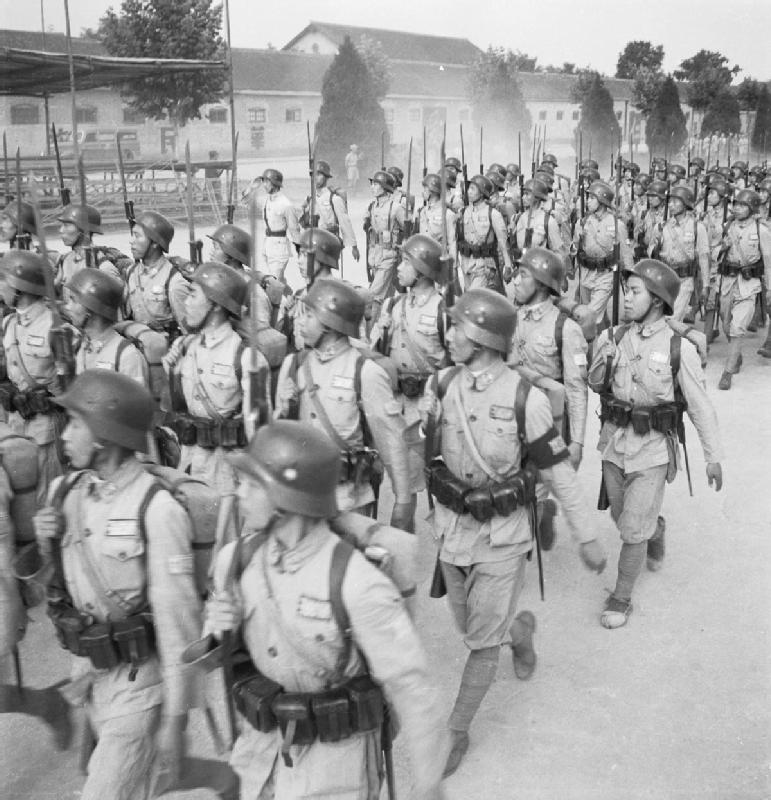
Soldados del Ejército Nacionalista chino usando cascos M1935.

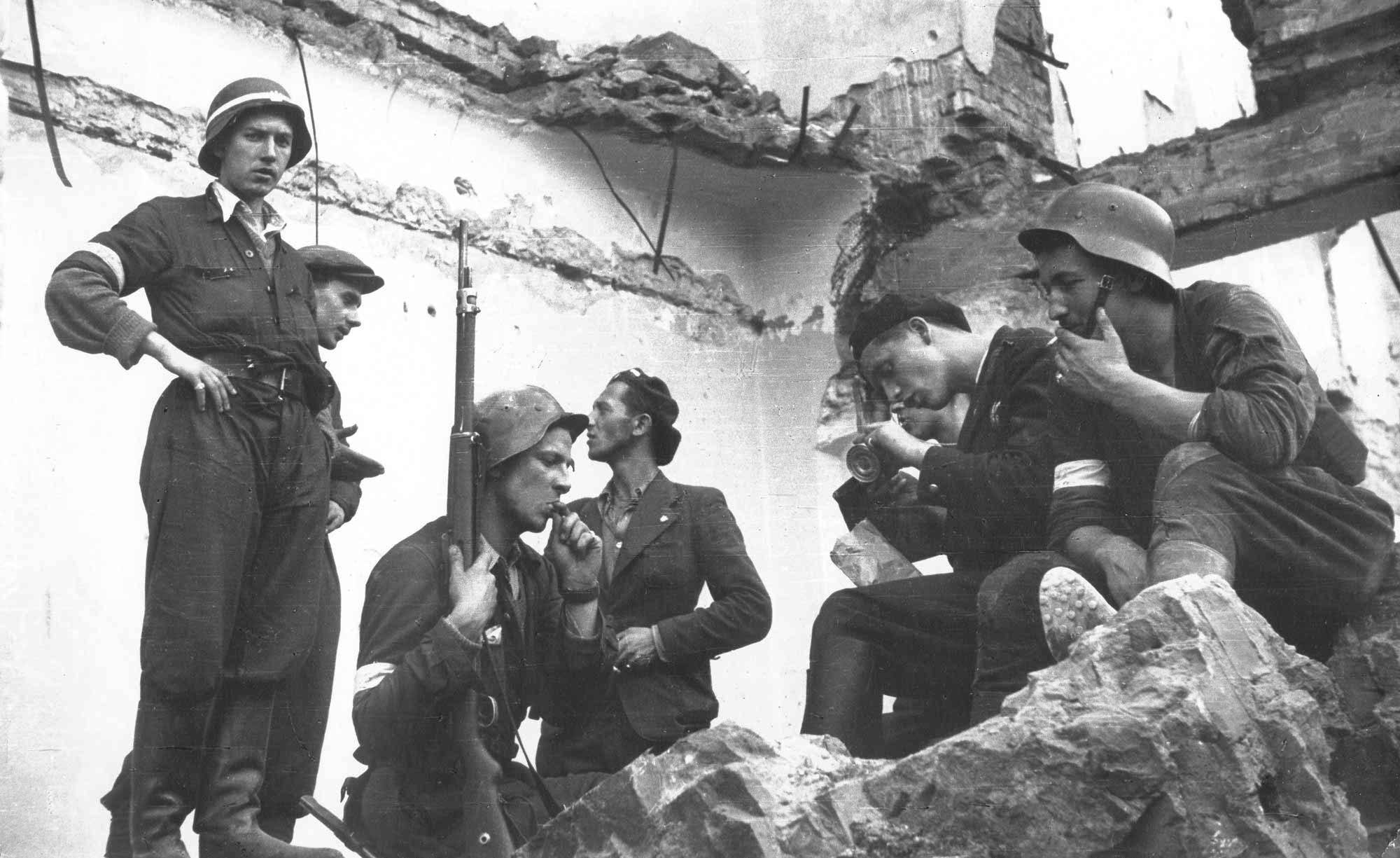
Resistentes polacos del Armia Krajowa durante el Alzamiento de Varsovia.

Alemania exportó versiones del casco M1935 a varios países. Versiones del Stahlhelm M1935 fueron enviadas a la República de China entre 1935 y 1936, siendo el principal casco del Ejército Nacionalista durante la Segunda Guerra Mundial. España también recibió embarques de este casco. Durante el periodo de entreguerras, se enviaron a Sudamérica varias misiones militares al mando de Hans Kundt. Tras la guerra del Chaco, el Ejército boliviano empleó el casco hasta ahora, siendo el casco reglamentario de los soldados de regimientos de artillería.[cita requerida] Los cascos M1935 de exportación eran similares al modelo alemán, excepto por su forro diferente. Hungría produjo su propio casco 35M; era un casco alemán M1935 modificado. Hungría empleó una variante del casco M1942, que tenía una anilla metálica en la parte posterior de su cuerpo. Algunos países fabricaron sus propios cascos usando el diseño del M1935, quedando en uso en varios países hasta la década de 1970.
Tras la Primera Guerra Mundial, Polonia capturó grandes cantidades de cascos M1918. La mayoría de estos fueron posteriormente vendidos a varios países, inclusive España. Sin embargo, a finales de la década de 1930 se descubrió que el casco polaco estándar Hełm wz. 31 no era apto para tripulantes de tanques y unidades motorizadas; a pesar de ofrecer buena protección, era demasiado grande y pesado. Como una medida intermedia antes de desarrollar un nuevo casco, el Cuartel General decidió suministrar cascos M1918 a la 10.ª Brigada de Caballería Motorizada, que los empleó durante la Invasión de Polonia.
Durante el Alzamiento de Varsovia, el casco también fue empleado por los miembros del Armia Krajowa y llegó a ser un símbolo de la resistencia, ya que cada Stahlhelm empleado por los resistentes posiblemente significaba un soldado alemán muerto al cual se lo quitaron.
En el periodo de entreguerras, las Fuerzas de Defensa Irlandesas equiparon a sus tropas con una copia del casco M1918 fabricada por Vickers. Al estallar la Segunda Guerra Mundial, Irlanda se mantuvo neutral, pero en 1940 reemplazó a este casco con modelos británicos debido a la rápida expansión del Ejército y al cese de su producción por Vickers.

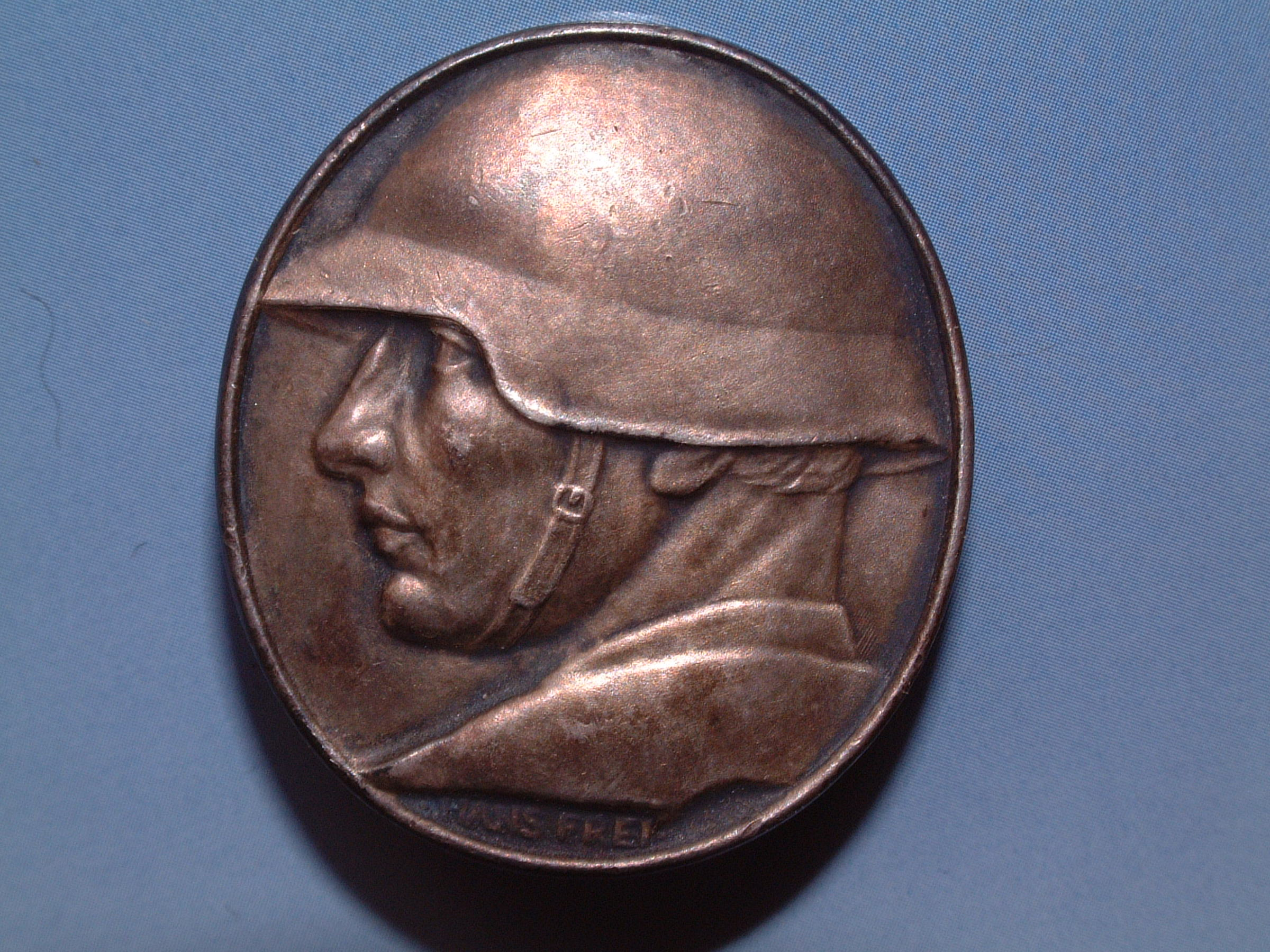
Casco suizo Modelo 1918.

Suiza utilizó un casco que era bastante parecido al M1916, pero su corona era menos profunda y redondeada, al igual que su faldón. Esto era para proteger al usuario de los fuertes vientos durante el invierno en las regiones alpinas.
El Ejército de Chile utilizó un gran número de los cascos de Vulkanfiber, comprados antes de la Segunda Guerra Mundial, junto a unos cuantos M1935 y cascos checoslovacos M1932. Después de la guerra se inició su producción, con los modelos de plástico todavía siendo empleados en cuarteles y durante ceremonias. FAMAE produjo pequeños lotes de cascos de acero en la década de 1980, pero no fueron adoptados debido a la aparición de los cascos de Kevlar en aquel entonces.
El Ejército Argentino adoptó un modelo similar durante la Segunda Guerra Mundial.
Debido a las grandes cantidades capturadas por los partisanos yugoslavos, en la antigua Yugoslavia el Stahlhelm fue empleado por el Ejército Popular Yugoslavo hasta 1959, cuando fue reemplazado por el casco de acero M 59.
El Ejército colombiano usó el casco alemán debido a las buenas relaciones con el Tercer Reich.

## Posguerra
Después de la Segunda Guerra Mundial, Alemania Occidental abandonó el característico Stahlhelm, que se había vuelto un símbolo de la agresión militar alemana, por una variante del "más inofensivo" M1 del Ejército de los Estados Unidos. Los guardias fronterizos del Bundesgrenzschutz y algunas unidades policiales mantuvieron al Stahlhelm en sus inventarios, aunque rara vez era empleado (a pesar de que se pueden ver a policías empleándolo en las filmaciones de la masacre de Múnich hechas por el grupo Septiembre Negro), mientras que el GSG 9 empleó la variante de Fallschirmjäger por cierto tiempo. La mayoría de unidades de bomberos de Alemania todavía emplean hoy cascos parecidos al Stahlhelm de colores fluorescentes. Después que el casco estadounidense PASGT rehabilitó políticamente la forma del casco alemán de la Segunda Guerra Mundial, el Ejército alemán adoptó en la década de 1990 un casco PASGT de kevlar (Gefechtshelm), que nuevamente muestra su forma característica.
El casco germano-oriental M-56 fue modelado según un diseño alemán abandonado de 1942 con una forma más cónica. El Ejército de Chile todavía usa el Stahlhelm para ceremonias. Además hay cascos japoneses para ciclistas (con sus respectivas gafas protectoras) que se parecen al Stahlhelm.
El casco de kevlar PASGT del Ejército de los Estados Unidos empleado en las décadas de 1980 y 1990 era llamado a veces "Casco Fritz" por su parecido con el Stahlhelm. El Ejército y los Marines han seguido empleando un diseño similar al casco PASGT, con el MICH y el LH respectivamente.
Los soldados del Ejército Popular de Liberación chino continuaron empleando los cascos M1935 capturados al Ejército Nacionalista durante la guerra civil china hasta la década de 1970.
Desde 2012, la Policía Nacional Civil de El Salvador emplea un casco de color azul marino/índigo que se parece bastante al Stahlhelm; este casco es empleado por algunos miembros de la unidad antidisturbios y rara vez es empleado por los equipos de asalto de la Policía.[cita requerida]

## Usuarios
- Alemania

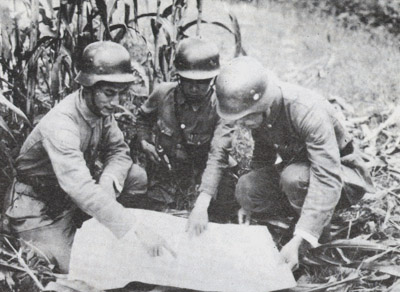
Los soldados del Ejército Nacionalista chino emplearon cascos M1935 durante la Segunda Guerra Mundial.

  -  Imperio alemán: empleó cascos M1916, M1917 y M1918.
  -  Alemania nazi: empleó cascos M1935 y M1942.
  -  Alemania Occidental: el Bundesgrenzschutz empleó el casco M1935, así como copias de este modelo.
  -  Alemania Oriental: empleó el casco M1956.
- Afganistán: empleó cascos húngaros M18, comprados a Checoslovaquia en la década de 1930.[35]
- Argentina
- Bolivia
- Chile
- China
- Colombia
- Croacia: empleó el casco germano-oriental M1956.[36]
  -  Estado Independiente de Croacia
- España
- Finlandia
- {{bandera2|Grecia

```
"*
 
Irán
```

- Irak
- Plantilla:Geodatos Saudi arabia
- Imperio austrohúngaro: empleó cascos austriacos M17 y cascos húngaros M18.
- Letonia: empleó cascos alemanes M1916 y M1918.[37][38]
- México: empleó en cantidades limitadas el casco alemán M1916, que fue reemplazado por cascos franceses Adrian M26 en 1938.[39]
- República de China
- República Dominicana
- Vietnam: el casco gemano-oriental M1956 fue empleado por el Ejército Popular de Vietnam y el Viet Cong durante la guerra de Vietnam.[40]
- Yugoslavia